# The Journal of Philosophy
The Journal of Philosophy ist ein monatlich erscheinendes Peer review Journal für Philosophie. Die seit 1904 in den USA erscheinende englischsprachige Zeitschrift gehört zu den einflussreichsten Publikationsplattformen der akademischen Philosophie und betont interdisziplinäre Aspekte.
Das Journal erschien zwischen 1904 und 1923 als The Journal of Philosophy, Psychology, and Scientific Methods und wird seit Gründung von der Columbia University publiziert.

## Auswahl einflussreicher Beiträge
- Willard Van Orman Quine: Quantifiers and Propositional Attitudes. 1956.
- Donald Davidson: Actions, Reasons, and Causes. 1963.
- David Kellogg Lewis: An Argument for the Identity Theory. 1966.
- Willard Van Orman Quine: Ontological Relativity. 1968.
- Harry Frankfurt: Alternate Possibilities and Moral Responsibility. 1969.
- Fred Dretske: Epistemic Operators. 1970.
- Daniel C. Dennett: Intentional Systems. 1971.
- Harry Frankfurt: Freedom of the Will and the Concept of a Person. 1971.
- Jaegwon Kim: Causation, Nomic Subsumption, and the Concept of Event. 1973.
- Hilary Putnam: Meaning and Reference. 1973.
- Saul Kripke: Outline of a theory of truth. 1975.
- John Rawls: Kantian Constructivism in Moral Theory. 1980.
- Paul M. Churchland: Eliminative Materialism and the Propositional Attitudes. 1981.
- Christine Korsgaard: Skepticism about Practical Reason. 1986.
- Tyler Burge: Individualism and Self-Knowledge. 1988.
- Donald Bagley Marquis: Why Abortion is Immoral. 1989.